# Kraftwerk Kembs
Das Kraftwerk Kembs ist ein Laufwasserkraftwerk der Électricité de France am Rheinseitenkanal in Frankreich. Der Rückstau des Kraftwerks reicht bis nach Basel, weshalb der Schweiz 20 % der im Kraftwerk erzeugten Energie zusteht. Das Kraftwerk galt bei seiner Inbetriebnahme 1932 als eines der bedeutendsten Flusskraftwerke Europas. Zur Nutzung der Restwassermenge wurden zusätzliche Dotierkraftwerke gebaut, die 1966 und 2016 in Betrieb gingen.

## Geschichte

Lageplan Kraftwerk Kembs

Bereits in den 1890er-Jahren hatte der umtriebige Elsässer Ingenieur René Koechlin die Idee, die Wasserkraft des Rheins für die Industrie zu nutzen. 1902 stellte Koechlin das für die damalige Zeit außergewöhnliche und kühne Projekt eines Kraftwerks an einem Rheinseitenkanal vor. Er nahm umgehend die Verhandlungen mit den betroffenen Regierungen und der Zentralkommission für die Rheinschifffahrt auf, um eine Konzession für das Projekt zu erlangen. Koechlin gründete 1910 für den Kraftwerksbau die Forces Motrices du Haut-Rhin. Die Konzessionsverhandlungen gelangten 1912 an einen toten Punkt, der erst nach dem Ersten Weltkrieg überwunden werden konnte.
Im Versailler Vertrag erhielt Frankreich 1919 für den Rhein als Grenzfluss zwischen Deutschland und Frankreich das alleinige Ausbaurecht.
René Koechlin nahm seine Verhandlungen im selben Jahr wieder auf und legte ein neues Dossier für ein Gesamtprojekt zum Bau des Rheinseitenkanals zwischen Basel und Straßburg vor. Es waren acht Staustufen mit Kraftwerk und Schleusen vorgesehen.
1921 legte Frankreich der Zentralkommission für die Rheinschifffahrt das Projekt des Kraftwerks Kembs nochmals vor. Der Vorschlag wurde 1922 genehmigt, und die Konzession 1924 erweitert, sodass der Aufstau des Kraftwerks bis zur Mündung der Birs reichen konnte. Die der Schweiz verloren gegangene Nutzung des Gefälles zwischen der Birsmündung und der Landesgrenze wurde durch Energiebezugsrechte entschädigt.
Das Kraftwerk im Besitz der Energie Electrique du Rhin mit Sitz in Mulhouse ging 1932 in Betrieb, just zu einer Zeit, wo die französische Wirtschaft stagnierte. Unter diesen Bedingungen hatte das Kraftwerk große Probleme, die erzeugte Energie abzusetzen, obwohl eine 220 kV-Hochspannungsleitung nach Paris gebaut worden war und 1934 das Pumpspeicherkraftwerk Lac Noir den Betrieb aufnahm. Die Energie Electrique du Rhin war deshalb nicht interessiert an einer Fortsetzung des Rheinseitenkanals und am Bau weiterer Kraftwerke.
Im Zweiten Weltkrieg wurde das Kraftwerk Kembs schwer beschädigt, danach aber wieder in Stand gesetzt. 1946 wurde das Kraftwerk verstaatlicht und wird seither von der Électricité de France (EDF) betrieben.
1966 wurde beim Wehr Märkt eine Dotierzentrale in Betrieb genommen.
Die erste 75 Jahre lang gültige Konzession lief 2007 ab. Sie wurde unter der Auflage von erhöhten Restwassermengen bis 2035 verlängert. Die Umweltauflagen betrafen hauptsächlich die Mindestwassermenge an den Wehren Kembs und Märkt.
Im Oktober 2016 wurden auf Höhe des Stauwehrs Märkt, am südlichen Ende der französischen Rheininsel Île de Rhin zwischen Rheinseitenkanal und Altrhein zusätzliche Dotierturbinen in Betrieb genommen, ein neuer Fischpass und ein Biberpass gebaut sowie ein Altrheinarm auf der Insel renaturiert. Die gesetzlich vorgeschriebene Restwassermenge im Rhein hängt von der Jahreszeit und vom tatsächlichen Abfluss im Rhein ab, wobei im Winter neu maximal 52 m³/s statt 20 m³/s abgegeben werden müssen, im Sommer 150 m³/s statt 30 m³/s.

## Technik
Das Kraftwerk liegt bei Loéchlé, einem Ortsteil von Kembs und nutzt das Gefälle beim Isteiner Klotz aus. Es ist das erste Kraftwerk am Rheinseitenkanal, der etwa sechs Kilometer oberhalb des Maschinenhauses durch das Wehr Märkt vom Rhein abgeleitet wird.
Das 1932 erbaute Stauwehr Märkt ist 170 m breit und hat 5 Öffnungen mit einer lichten Breite von 30 m. Westlich neben dem Wehr befindet sich die Zentrale A zur Turbinierung von Restwasser. Etwas weiter nördlich befindet sich die 2016 in Betrieb genommene Zentrale K mit zwei Dotierturbinen, die als S-Turbinen ausgeführt sind. Das K im Namen steht für René Koechlin, den Ingenieur und Projektverfasser  des Kraftwerks Kembs und des Rheinseitenkanals, aber auch für Kraft und für Kembs.
In der Maschinenhalle des Kraftwerks sind zwei Kaplan-Turbinen und vier Propeller-Turbinen untergebracht, wobei letztere den Kaplan-Turbinen sehr ähnlich sind, nur dass sie keine Flügelverstellung aufweisen. Die Gesamtleistung des Kraftwerks beträgt 160 MW. Jährlich werden durchschnittlich 855 GWh elektrische Energie produziert, wovon ein Fünftel, das heißt 171 GWh der Schweiz zustehen.
Für die Schifffahrt auf dem Kanal wurde in einem parallelen Kanalabschnitt eine Schleuse mit zwei Schleusenkammern gebaut. Die beiden Schleusenkammern sind 25 m breit und 20 m tief, eine ist 190 m, die andere 183 m lang. Der Schleusenbetrieb wird von der Électricité de France (EDF) durchgeführt.
In Kembs befindet sich die Leitstelle der EDF, welche alle Laufwasserkraftwerke entlang des Rheins koordiniert und fernbedient.
Das Kraftwerk Kembs kann ganzjährig im Rahmen einer Werksführung nach vorheriger Anmeldung besichtigt werden.
Bilder

Maschinenhaus und Schleuse 1956
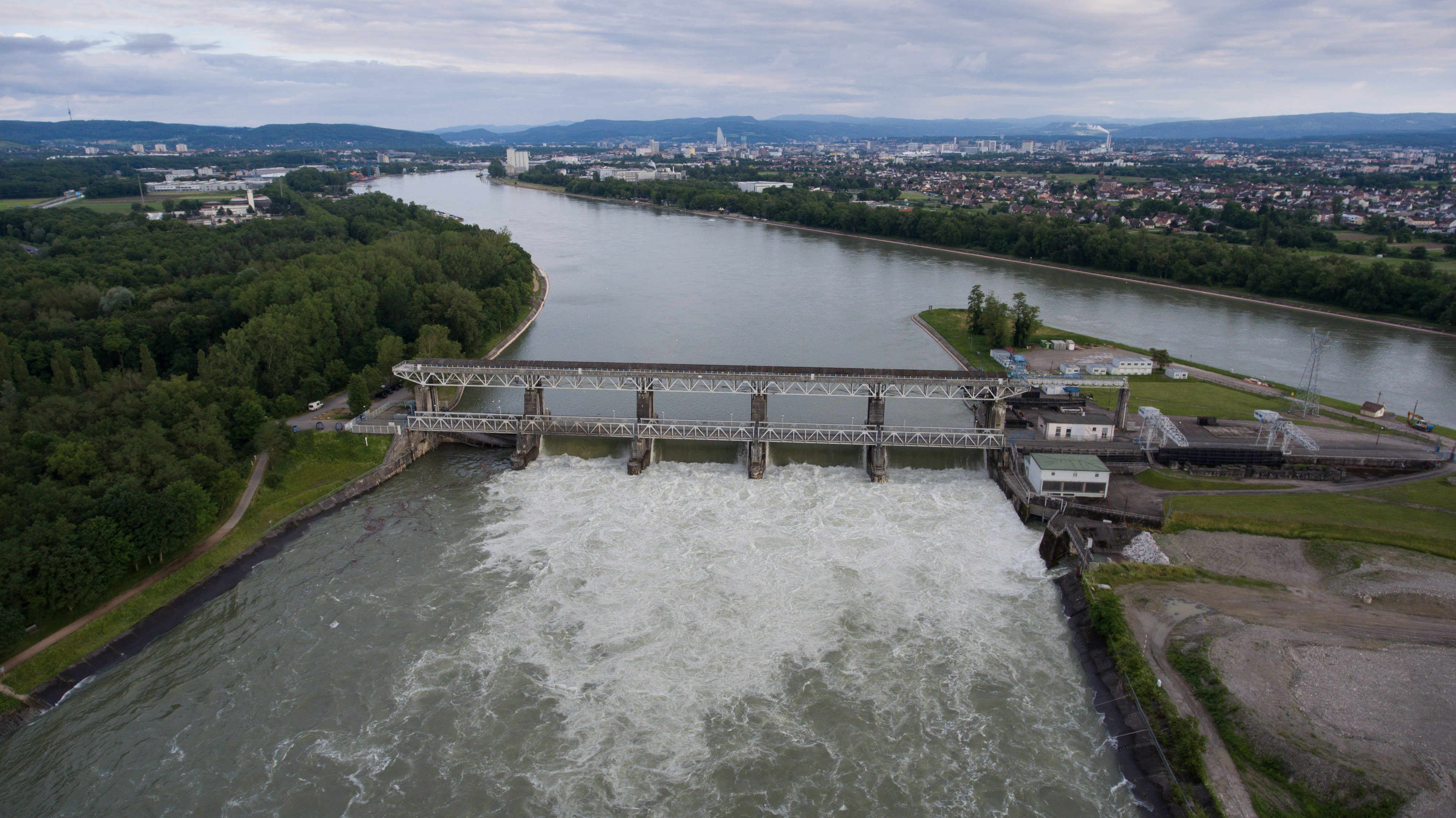
Stauwehr Märkt, rechts neben dem Wehr ist die Zentrale A zu sehen
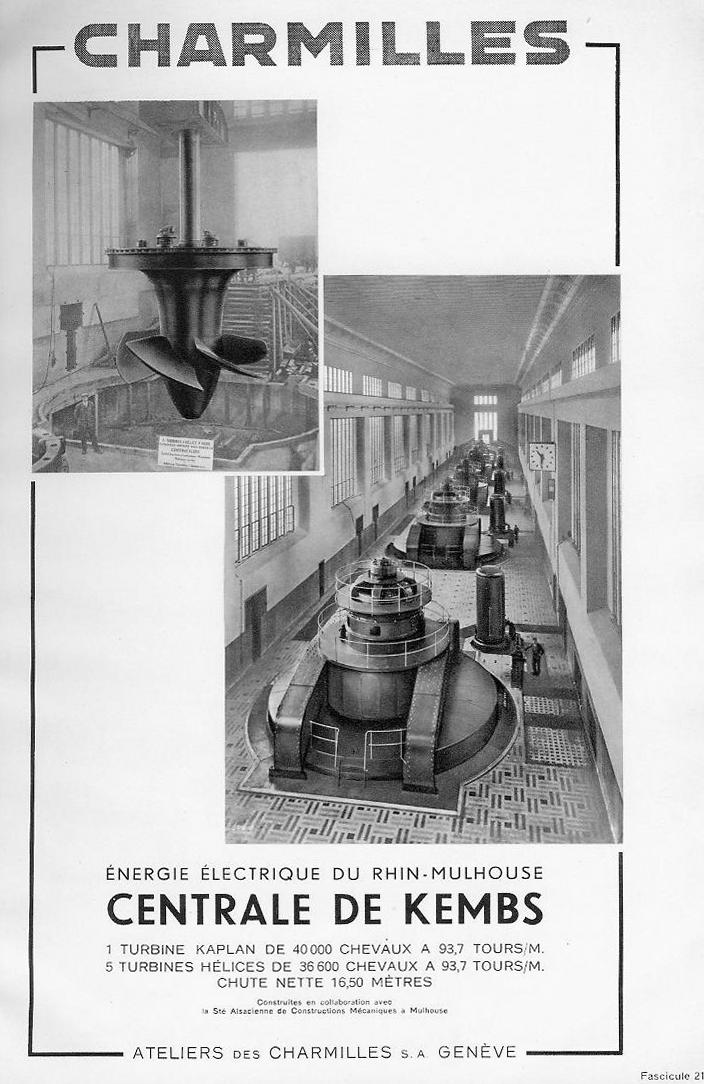
Werbung der Ateliers des Charmilles SA aus den 1950er-Jahren mit den Turbinen von Kembs

| Anlage              | Lage                    | Gemeindegebiet              | Inbetriebnahme | Maschinenhaus [m. ü. M.] | el. Leistung in MW | Turbinen                               | Fallhöhe in m | Ausbaudurchfluss in m³/s | Kommentar                                       |
| ------------------- | ----------------------- | --------------------------- | -------------- | ------------------------ | ------------------ | -------------------------------------- | ------------- | ------------------------ | ----------------------------------------------- |
| Wehr Märkt          | 47,61923° N, 7,57246° O | Weil am Rhein, Village-Neuf | 1932           |                          |                    |                                        | 14,2          |                          | Wehr zur Ableitung des Rheinseitenkanals        |
| Maschinenhaus Kembs | 47,65525° N, 7,51959° O | Kembs                       | 1932           | 241.5                    | 160                | 2 × Kaplanturbine 4 × Propellerturbine | 14,2          | 1400                     | Hauptzentrale                                   |
| Zentrale A          | 47,6192° N, 7,57098° O  | Village-Neuf                | 1966           | 233                      | 2,85               | 2                                      | 11            | 27                       | Dotierkraftwerk neben dem Wehr für den Altrhein |
| Zentrale K          | 47,61984° N, 7,56838° O | Village-Neuf                | 2016           | 234                      | 8,4                | 2 × S-Turbine                          | 11            | 90                       | Dotierkraftwerk neben dem Wehr für den Altrhein |
| Fischpass           | 47,61984° N, 7,56838° O | Village-Neuf                | 2016           | 234                      |                    | keine                                  | 11            | 8                        |                                                 |